# Zwei halbe Leben sind kein Ganzes
Der dokumentarische Kinofilm Zwei halbe Leben sind kein Ganzes entstand im Jahre 2008. Der Film des deutsch-türkischen Regisseurs Servet Ahmet Golbol handelt von Reinkarnation. Es gibt eine besondere Form der Wiedergeburt, im Arabischen Taqammus genannt, bei dem sich die Wiedergeborenen an ihr vorheriges Leben erinnern können und somit zwei Leben, zwei Identitäten miteinander vereinen müssen. Besonders häufig tritt der Taqammus im türkischen Antakya auf.
In diesem Film geht es um vier Kinder und Jugendliche, die behaupten, schon einmal gelebt zu haben. Da ist zum einen der 18-jährige Özer aus Antakya, der sich daran erinnert, schon einmal als Elektriker gearbeitet zu haben. Wenn ihn eine einstürzende Wand nicht unter sich begraben hätte, wäre er jetzt 39 Jahre alt und hätte eine Familie. Zum anderen versteht die elf Jahre alte Cansu nicht, dass sie ihre Kinder aus ihrem vorangegangenen Leben als „Lulu“ nicht besuchen darf, weil ihre Schwiegermutter von damals jeglichen Kontakt unterbindet. Ferner Soner und Mehmet, denen es ähnlich ergeht.
Der Autor und Filmemacher Golbol stammt selbst aus Antakya und ist als Sohn türkischer Migranten in den 1970er Jahren nach Deutschland gekommen. Auch er hat zwei unterschiedliche Leben und muss zwei Kulturen in sich vereinen. So sucht er auch seine eigene Geschichte.
Fragend wendet er sich an die religiösen Oberhäupter der Stadt. Er spricht mit dem Patriarchen der Orthodoxen Kirche Antakyas, mit dem Imam der Sunnitischen Habib Neccar Moschee, dem Jüdischen Gemeindevorstand und mit einem der angesehensten Alawitischen Scheichs. Antakya spielt somit eine wichtige Nebenrolle als friedlicher Ort, der ganz in der Tradition des spätantiken Antiochia, durch seine Toleranz und Religionsvielfalt eng mit den Schicksalen der Kinder verbunden zu sein scheint.
Die an sich schon emotionalen Themen werden durch die Melodien von Quadro Nuevo noch stärker unterstrichen.

## Auszeichnung
Der Film erhielt das Prädikat Wertvoll der Filmbewertungsstelle Wiesbaden.